# Brzozowo (Węgorzewo)
Brzozowo (deutsch Brosowen, 1938–1945 Hartenstein (Ostpr.)) ist ein Dorf und Schulzenamt in der Stadt- und Landgemeinde Węgorzewo (Angerburg) im Powiat Węgorzewski (Kreis Angerburg). Es liegt  in der Woiwodschaft Ermland-Masuren im Nordosten Polens.

## Geographische Lage
Brzozowo liegt im masurischen Seengebiet auf dem Baltischen Landrücken nordöstlich des Sees Rydzówka. Charakteristisch für die Landschaft in dieser Gegend sind zahlreiche Seen, Sümpfe, Teiche sowie Nadel- und Mischwälder.
Die Entfernung nach Węgorzewo beträgt neun und nach Klimki acht Kilometer. Etwa zehn Kilometer nördlich von Brzozowo verläuft die Staatsgrenze zwischen der Republik Polen und der Oblast Kaliningrad der Russischen Föderation.

## Geschichte
Ursprünglich war diese preußische Landschaft von den heidnischen Prußen (Nadrauen) bewohnt. Nach der Christianisierung gehörte das Gebiet ab 1243 zum Deutschordensstaat. Nach der Schlacht bei Tannenberg (1410) und dem Zweiten Frieden von Thorn im Jahr 1466 kam die Region zu Herzogtum Preußen.  Nach 1772 wurde diese Region ein Teil des Königreichs Preußen und später der Provinz Preußen. Das Dorf Brosowen / Hartenstein (Ostpr.) gehörte von 1818 bis 1945 dem Landkreis Angerburg im Regierungsbezirk Gumbinnen an. 
Anfang Mai 1874 wurde hier der Amtsbezirk Brosowen mit den Landgemeinden Alt Perlswalde, Brosowen, Neu Perlswalde und dem Gutsbezirk Klimken gebildet. Im Jahr 1938 wurde Brosowen in Hartenstein (Ostpr.) und der Amtsbezirk Brosowen ab 27. Januar 1939 in Amtsbezirk Perlswalde umbenannt. Im Jahr 1938 lebten in Hartenstein 412 Einwohner.
Am 25. Januar 1945 wurde Hartenstein von der Roten Armee eingenommen und der sowjetischen Kommendantur unterstellt. Nach Kriegsende kam das Dorf zu Polen und heißt seither Brzozowo. In den Jahren 1975–1998 lag Brzozowo in der Woiwodschaft Suwałki und seit 1999 gehört es der Woiwodschaft Ermland-Masuren an.

### Amtsbezirk Brosowen (1874–1939)
Zum Amtsbezirk Brosowen gehörten Zeit seines Bestehens:
| Name           | Änderungsname 1938 bis 1945 | Polnischer Name | Bemerkungen                                                          |
| -------------- | --------------------------- | --------------- | -------------------------------------------------------------------- |
| Alt Perlswalde |                             | Perły           | 1938 in die Gemeinde Perlswalde eingegliedert                        |
| Brosowen       | Hartenstein (Ostpr.)        | Brzozowo        |                                                                      |
| Klimken        |                             | Klimki          | 1928 in die Landgemeinde Gurren (Amtsbezirk Olschöwen) eingegliedert |
| Neu Perlswalde |                             | Perły           | 1938 in die Gemeinde Perlswalde eingegliedert                        |

## Religionen
Die überwiegende Mehrheit der Bevölkerung Brosowens war vor 1945 evangelischer Konfession und gehörte zum Kirchspiel der Kirche Engelstein im Kirchenkreis Angerburg in der Kirchenprovinz Ostpreußen der Evangelischen Kirche der Altpreußischen Union. Katholischerseits war der Ort in die Angerburger Kirche Zum Guten Hirten im Dekanat Masuren II (Sitz: Johannisburg, polnisch Pisz) im damaligen Bistum Ermland eingepfarrt.
Heute ist Brzozowo Teil der jetzt katholischen Pfarrkirche Węgielsztyn (Engelstein) im Dekanat Węgorzewo, jetzt im Bistum Ełk (Lyck) der Römisch-katholischen Kirche in Polen sowie der evangelischen Kirchengemeinde Węgorzewo (Angerburg), einer Filialgemeinde der Pfarrei in Giżycko (Lötzen) in der Diözese Masuren der Evangelisch-Augsburgischen Kirche in Polen.

## Persönlichkeiten
- Kurt Obitz (1907–1945), deutscher Tiermediziner, Parasitologe und Publizist